# Jack Brooks: Monster Slayer
Jack Brooks: Monster Slayer ist eine US-amerikanische Horror-Komödie von Filmregisseur Jon Kautz nach einem von ihm zusammen mit John Ainslie verfassten Drehbuch, eine der Hauptrollen wurde von Robert Englund übernommen.

## Handlung
Seit Klempner Jack Brooks als Kind während eines Campingurlaubs seine Familie beim Angriff eines Waldtrolls verlor, leidet er an unkontrollierbaren Wutausbrüchen. Als er seinem Abendschulchemielehrer Gordon Crowley einen Gefallen tun möchte und dessen Rohrproblem in seinem alten Haus (um dessen Vorbesitzer sich unheimliche Geschichten ranken) erfolglos zu reparieren versucht, weckt er dabei versehentlich einen im Garten begrabenen bösen Dämon. Dieser ergreift in Form von unheimlichen Dämpfen Besitz von Gordon und zwingt ihn, eine Kiste aus dem Garten auszugraben, in der sich neben Knochen auch ein pochendes Herz befindet, welches Gordon unter Zwang verspeist. Währenddessen versucht Jack, ein neues Ventil für die Rohre seines Lehrers zu finden und erfährt vom alternden Verkäufer seines kleinen Baumarktes, dass dieser als Kind einen schrecklichen Dämon getötet und anschließend im Garten in einer Truhe vergraben habe, nachdem dieser zuvor von seinem Onkel Besitz ergriffen hatte. Es stellt sich heraus, dass das ehemalige Haus der Familie dieses Verkäufers mit dem jetzigen Haus des Chemielehrers identisch ist. Dieser Lehrer verwandelt sich schließlich in einer der folgenden Unterrichtsstunden vor den Augen seiner Schüler in ein hässliches Monster und fängt an, einen Teil der Schüler je nach Bedarf entweder zu verspeisen oder in mörderische Gehilfen zu verwandeln. Jack und seiner Freundin Eve gelingt zwar zunächst die Flucht, Jack jedoch entschließt sich, seine Monster zu konfrontieren und kehrt zurück in das Gebäude der Abendschule. Dort tötet er zunächst die dämonenhaften Gehilfen, dann das Monster, das sein Lehrer war, und befreit den Rest seiner Mitschüler. In einem darauf folgenden Epilog erfährt der Zuschauer, dass sich Jack anschließend zunächst beim Waldtroll, der seine Familie auf dem Gewissen hatte, rächte und dann in die Welt auszog, um erfolgreich weiter Monster zu bekämpfen und so seine Wutausbrüche zu kanalisieren.

## Hintergrund
An Stelle von computergenerierten visuellen Effekten verwendet der Film im Stil früherer B-Movies und Splatterfilme Materialien wie Kunstblut, Latex und Schaumstoff. Der preisgekrönte orchestrale Soundtrack wurde mit dem Slovak Radio Symphony Orchestra aufgenommen und von der Webseite Ain’t It Cool News als einer der besten 10 Soundtracks des Jahres 2008 bezeichnet. Die Weltpremiere fand am 9. Oktober 2007 auf dem Sitges Festival Internacional de Cinema Fantàstic de Catalunya statt.

## Kritik
Rochus Wolff von BlairWitch.de erkennt in dem „feinen Trashstreifen“ viele Anspielungen auf moderne Klassiker des Genres und hebt insbesondere die Leistung von Robert Englund hervor, bemängelt jedoch die arge Vorhersehbarkeit der Handlung und verpasste „Splattermöglichkeiten“ gegen Ende. Jeannette Catsoulis von der New York Times hebt besonders die schauspielerischen Leistungen von Robert Englund und David Fox hervor, diese seien das wahre Vergnügen des Films, der besser als die meisten seiner B-Movie-Kollegen aussehe. William Goss von der Webseite Cinematical bemängelt, dass Regisseur Knautz sich bis zum Finale zu viel Zeit nehme und dieses deshalb zu wenig Aufmerksamkeit erhalte, lobt jedoch die Ehrlichkeit des Filmes in den Querverweisen auf seine Vorbilder.

## Auszeichnungen
Der Film wurde als Best Motion Picture MIDNIGHT X-TREME durch die Carnet Jove Jury beim Sitges Film Festival ausgezeichnet. Komponist Ryan Shore wurde für seinen Filmsoundtrack beim Park City Film Music Festival mit der Gold Medal for Musical Excellence ausgezeichnet.